# Tiền tuyến gọi
Tiền tuyến gọi là một bộ phim tâm lý của đạo diễn Phạm Kỳ Nam, ra mắt lần đầu năm 1969.

## Nội dung
Được chuyển thể từ vở kịch cùng tên của nhà văn Trần Quán Anh, truyện phim xoay quanh những mâu thuẫn lý trí của ba nhân vật chính: Vũ Khiêm, Lê Huy và Hương Giang.
Khiêm và Huy đều là giảng viên trường Đại học Y khoa. Khi Mỹ đem bom đánh phá miền Bắc, Khiêm được điều động về công tác tại khu IV. Cả hai anh đều tiến hành nghiên cứu phương pháp chống choáng chấn thương.
Huy ở lại trường. Anh cho rằng những thí nghiệm chỉ thành công trong phòng thí nghiệm. Khi được cử đi thực tế thì anh ngại ngùng, sợ công việc nghiên cứu của mình sẽ bị ảnh hưởng. Khiêm biết kết hợp việc nghiên cứu khoa học với thực tế chiến trường. Chính vì thế, bản báo cáo của anh đã được chọn giới thiệu tại Đại hội "Chống choáng chấn thương" của toàn ngành Y...

## Diễn viên
- Thế Anh... Lê Huy
- Trần Phương... Vũ Khiêm
- Tuấn Tú... Giáo sư Nghị
- Thanh Tú... Hương Giang
- Anh Thái... Bằng
- Minh Đức... Vân
- Đặng Trần Cần... Tân
- Xuân Tạc... Đức
- Vương Đình Quán... Giáo sư Hoàng
- Nguyễn Ngọc Thân... Lâm
- Huy Công... Bính

Thế Anh và Thanh Tú trong một cảnh phim

cùng với sự tham gia của: Hồ Thái, Minh Thu, Thu An, Tú Mai, Ái Xuân, Chung, Huy, tập thể sinh viên trường Đại học Y - Dược và một số đơn vị Quân đội nhân dân Việt Nam.

## Ê-kíp
- Giám đốc sản xuất: Hoàng Văn Tiêu, Võ Khắc Lương
- Quay phim: Lưu Xuân Thư, Phạm Thiện Thuyết
- Thiết kế mĩ thuật: Trần Kiềm, Quang Vĩnh
- Âm nhạc: Huy Thục
- Âm thanh: Đỗ Gia Huy
- Dựng phim: Hoàng Lan
- Ánh sáng: Phan Văn Lạc
- Hóa trang: Nguyễn Thị Lam
- Dựng cảnh: Nguyễn Tiên Huấn
- Đạo cụ: Nguyễn Anh Lân
- Khói lửa: Nguyễn Trọng Thản
- Cố vấn chuyên môn: Bác sĩ Nguyễn Công Bình
- Dàn nhạc: Xưởng phim Hà Nội (nhạc trưởng Vũ Lương)

## Vinh danh
- Giải thưởng Bông sen bạc Liên hoan phim Việt Nam lần thứ II - 1973[1]
- Giải thưởng Apsara vàng (Kịch bản phim truyện xuất sắc nhất) - Liên hoan phim Quốc tế Phnompenh - 1968
- Liên hoan phim quốc tế Moskva[2] (1973)